# Hedychridium krajniki
Hedychridium krajniki is een vliesvleugelig insect uit de familie van de goudwespen (Chrysididae). De wetenschappelijke naam van de soort is voor het eerst geldig gepubliceerd in 1946 door Balthasar.